# Грейс в огне
«Грейс в огне» (англ. Grace Under Fire) — американский телесериал об одинокой женщине, сохраняющей любовь к жизни несмотря на её удары. Снимался телекомпанией «Carsey-Werner International» для телеканала ABC. Демонстрировался в США с 1993 по 1998.

## Сюжет
Грейс Келли (Бретт Батлер), остроумная, неунывающая домохозяйка, устала от постоянных пьянок и побоев мужа Джимми (Джеффри Пирсон). После 8 лет брака Грейс решает, что она сможет доказать окружающим, а прежде всего себе самой, что она способна на большее. Грейс подаёт на развод, остаётся одна вместе с детьми — Квентином (Джон Пол Стоер, Сэм Хорриган), Либби (Кейтлин Кэллум) и малышом Патриком (Коул и Дилан Спраус) — и устраивается работать на местный завод. И у неё всё получится, ведь рядом верные друзья — соседка Надин (Джули Уайт) и её муж Уэйд (Кейси Сандер), уговаривающие Грейс начать встречаться с только что разведённым фармацевтом Расселом (Дэйв Томас)…

## В ролях
| Актёр               | Роль                         | Годы      |
| ------------------- | ---------------------------- | --------- |
| Бретт Батлер        | Грейс Келли                  | все       |
| Дэйв Томас          | Рассел Нортон                | все       |
| Джули Уайт          | Надин Свобода                | 1993—1997 |
| Кейси Сандерс       | Уэйд Свобода                 | все       |
| Джон Пол Стоер      | Квентин Келли                | 1993—1996 |
| Луис Мэндилор       | Карл                         | 1993—1994 |
| Сэм Хорриган        | Квентин Келли                | 1996—1998 |
| Кейтлин Кэллум      | Элизабет «Либби» Луиза Келли | все       |
| Коул и Дилан Спраус | Патрик Келли                 | все       |
| Пегги Ри            | Джин Келли                   | 1995—1998 |
| Дон Карри           | Ди-Си                        | 1997—1998 |
| Лорен Том           | Дот                          | 1997—1998 |
| Том Постон          | Флойд Нортон                 | 1995—1998 |
| Джеффри Пирсон      | Джимми Келли                 | все       |

## Заставка
В первых сезонах главной музыкальной темой сериала в исполнении Ареты Франклин стал кавер на песню «Lady Madonna» группы «The Beatles» . Песня из последних сезонов называется «Perfect World».

## Релиз

### Рейтинги
Сериал стал одним из самых рейтинговых в свой премьерный сезон. За месяц до выхода шоу, канал "Showtime" транслировал получасовое выступление актрисы в рамках программы "Brett Butler Special" производства Кейси Уорнера.
| Сезон | ТВ-сезон  | Премьера         | Окончание       | Позиция | Рейтинг |
| ----- | --------- | ---------------- | --------------- | ------- | ------- |
| 1     | 1993–1994 | 29 сентября 1993 | 25 мая 1994     | #5      | 17.9    |
| 2     | 1994–1995 | 20 сентября 1994 | 24 мая 1995     | #4      | 18.8    |
| 3     | 1995–1996 | 13 сентября 1995 | 15 мая 1996     | #13     | 13.2    |
| 4     | 1996–1997 | 18 сентября 1996 | 7 мая 1997      | #45     | 9.1     |
| 5     | 1997–1998 | 25 ноября 1997   | 17 февраля 1998 | #68     |         |

## Награды
Телесериал трижды номинировался на премию «Золотой глобус» в категории «Лучшая актриса в телесериале/комедии/мюзикле» в 1995 и 1997, а также в категории «Лучший телесериал/комедия/мюзикл)» в 1995 году.
Джин Стэплтон и Дайан Ладд номинировались на «Эмми» в 1995 и 1994 годах в категории «Лучшая приглашенная актриса в комедийном телесериале».

## Адаптации
В 2005 году на телеканале СТС вышел в эфир телесериал «Люба, дети и завод» по мотивам «Грейс в огне». Главная героиня в исполнении Татьяны Догилевой получила имя в честь Любови Орловой.
В середине 2006 года телеканал TVN начал съёмки польской адаптации сериала под названием «Hela w Opałach» («Хела в Огне»). Сериал вышел на экраны 10 сентября 2006.